# Johann Faber
Johann (Johnnes) Faber (eller Fabri), född 1478, död 21 maj 1541, var en tysk katolsk teolog.
Faber blev biskop i Wien 1530, var till en början humanistiskt inriktad och vän med Philipp Melanchthon och Huldrych Zwingli, men blev sedan en av reformationens ivrigaste motståndare. Faber utgav en rad stridsskrifter mot Martin Luther, av vilka den mest kända Malleus hæreticorum (1524) förskaffade honom tillnamnet "kättarhammaren". Han deltog även i flera av de viktigaste religionsdisputationerna, i riksdagarna i Speyer 1526 och 1529 och i Augsburg 1530 samt i författandet av Confutatio pontificia.